# グレーデッド・ドライバー
グレーデッド・ドライバー
- 国際自動車連盟の制度。本項にて。
- GTアソシエイションの制度[1][2]

グレーデッド・ドライバー（英: graded driver）とは、かつて国際自動車連盟（FIA）が、自動車レースにおいて高い成績を収めているレーシングドライバーを認定していた制度。
1968年開始。

## 概要
FIAが、主にF1世界選手権や世界メーカー選手権（後のスポーツカー世界選手権）などで活躍するトップドライバーを認定する制度として創設した。ただ認定されたドライバーは、F3等への参戦が禁止されたほか、ヨーロッパF2選手権などでもドライバーズポイントの付与対象外とされるなど、実態としてはトップドライバーが下位カテゴリで活動するのに制約を加え、若手ドライバーの活躍の場を確保するために利用されていた。
認定終了の時期は定かではないが、2015年よりFIAはドライバーの対象を大きく広げた「FIA Driver Categorisation」を運営しており、現在は事実上そちらに吸収されている。

## 条件
1968年の創設当初の認定条件は以下の通り。基本的に下記のいずれか1つ以上に該当したものが「グレーデッド・ドライバー」とされた。
1. 過去5年間のF1世界選手権のドライバーズチャンピオン
2. 過去2年間に、単一シーズンのF1で2回以上6位以内に入賞した者
3. 過去2年間に、単一シーズンの世界メーカー選手権で2回以上3位以内に入賞した者
4. 前年度のヨーロッパF2選手権のチャンピオン、ただしシーズン3勝以上を挙げていること
5. 過去2年間に、同じ年のF1で6位以内に入賞、かつ世界メーカー選手権で3位以内に入賞した者

後に以下の条件も加えられた。
1. 前年のインディ500の優勝者
2. 前年のCan-Amシリーズのドライバーズチャンピオン
3. 前年の国際F3000選手権のシリーズチャンピオン

また1970年代に入ると、認定資格を「GPグレーデッド・ドライバー」と「LDグレーデッド・ドライバー」に分離し、世界メーカー選手権での該当者は後者に振り分けられるようになった。